# Нусдорфская плотина и шлюз

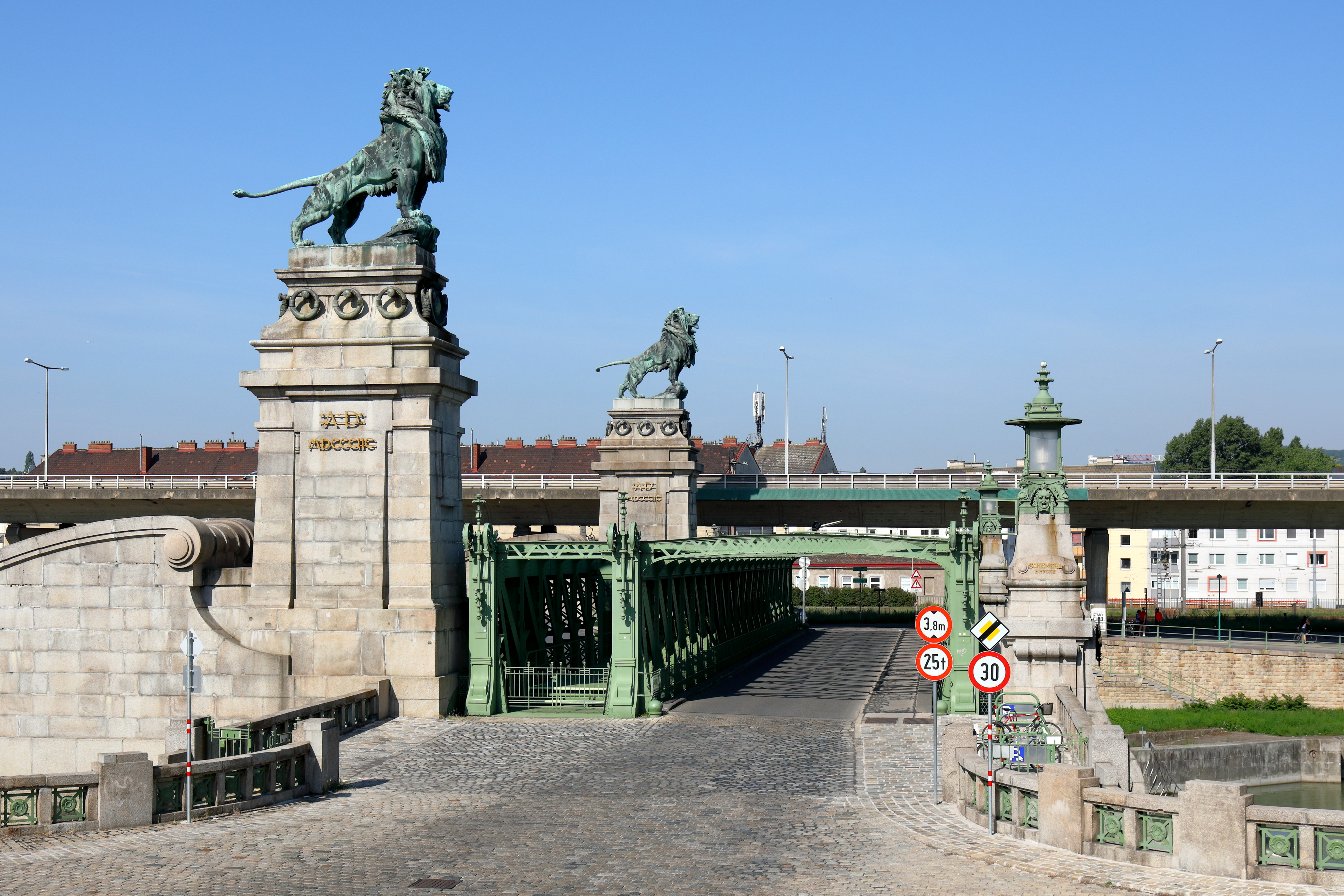
Дорожный мост имени Йозефа Шемерля

Нусдорфская плотина и шлюз (нем. Nußdorfer Wehr- und Schleusenanlage) — гидротехническое сооружение, плотина и шлюз в пригороде Вены — Нусдорфе, в месте, где от реки Дуная отходит её естественный рукав — Дунайский канал длиной 17,3 км. Сооружения были построены на основании закона, изданного рейхсратом 18 июля 1892 года, который предусматривал финансирование строительства городской железной дороги — Венского штадтбана, преобразования Дунайского канала в торговый порт и зимнюю гавань, регулирование реки Вена и строительство коллекторных каналов вдоль этих двух рек. До строительства плотины и шлюза в Нусдорфе Дунайский канал до Первой мировой войны был защищен от плавающего льда и в значительной мере также от затопления плавающими воротами (нем.) (длиной 48,6 м, высотой 5,7 м и весом 440 тонн). Архитектурный проект постройки плотины и моста было поручено разработать Отто Вагнеру художественном советнику транспортной комиссии. Он спроектировал над плотиной железный мост с мощными пилонами, увенчанными бронзовыми фигурами львов работы Рудольфа Вейра. Строительство плотины началось в августе 1894 года. Каменная кладка была завершена в 1897 году, а в августе 1898 года были смонтированы стальные конструкции. По планам Отто Вагнера рядом с Нусдорфской плотиной и железным мостом над ней также построено здание администрации. Первое испытание плотины произошло во время наводнения 1899 года, когда она предотвратила затопление участков Вены вблизи Дунайского канала. В 1899—1911 годах выполнялись работы по благоустройству стен канала и работы связанные с углублением дна канала. После Второй мировой войны были сняты плавучие ворота и ликвидированы последствия разрушений, нанесенных во время войны. В 1964—1970 годах восстанавливаются шлюзы в Нусдорфе. В 1971—1978 годах проводились работы по восстановлению русла канала. Неизвестно точно, почему шлюз построенный по проекту Отто Вагнера, переживший вторую мировую войну, был перестроен в период между 1964—1966 годами. Предположительно, шлюз был слишком маленьким для современных судов и его технические особенности нуждались в обновлении.
25 ноября 1966 года было объявлено, что городской совет официально открыл полностью механизированный шлюз. Длина шлюзовой камеры составляет 85 метров и 15 метров в ширину, в то же время, канал имеет ширину 20 метров.
В 2004—2005 годах под водосливом плотины была построена Нусдорфская электростанция, но это не повлияло на внешний вид плотины. За год 12 её турбин производят около 28 110 000 кВт⋅ч электроэнергии, которые обеспечивают потребности примерно 10 000 домашних хозяйств. Весной 2017 года, для миграции рыбы было открыто рыбопропускное сооружение длиной 322 м, через которую рыба может преодолеть разницу высот в 3,6 м.

## Галерея

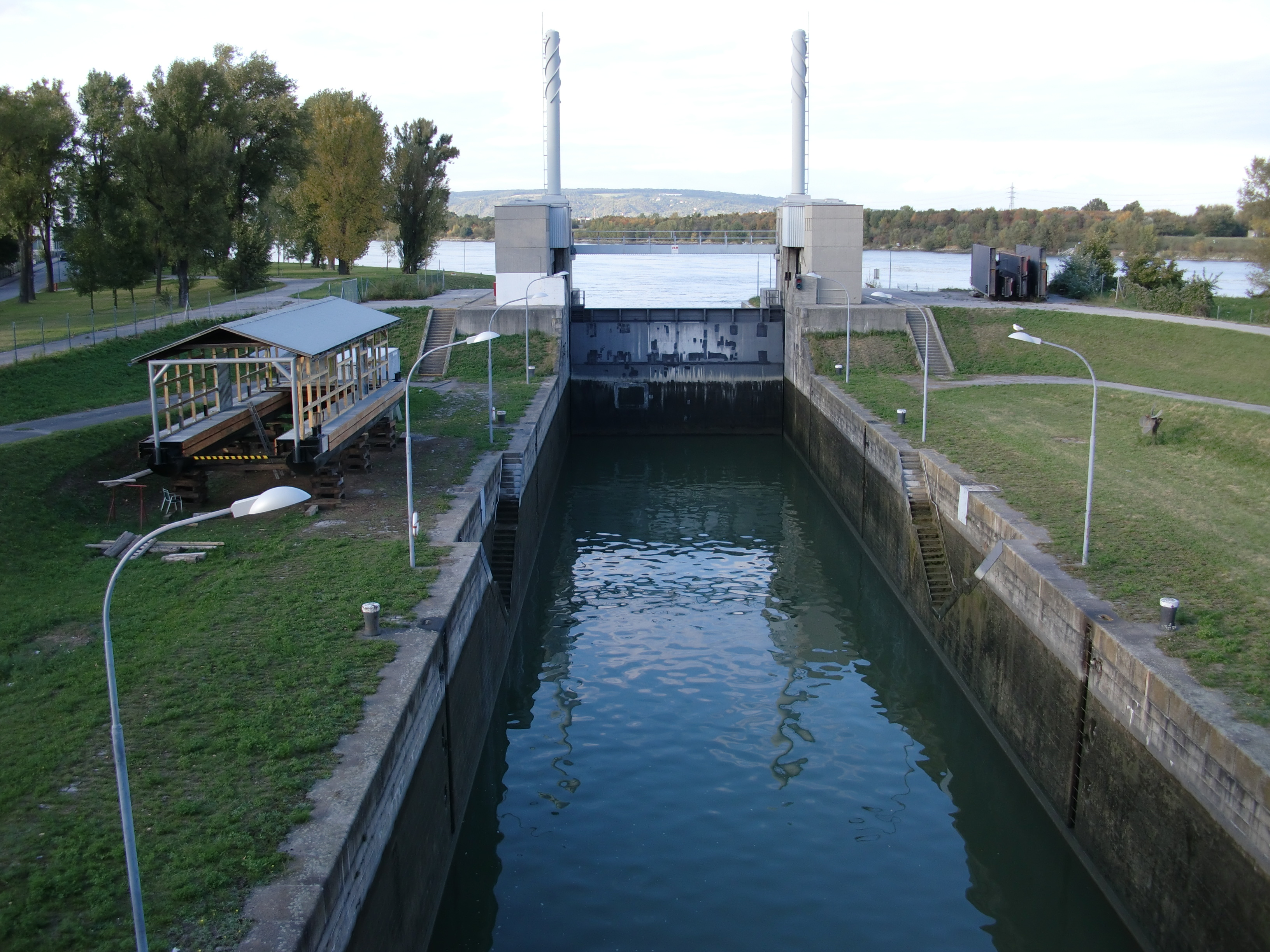
Шлюзовая камера. 2010.
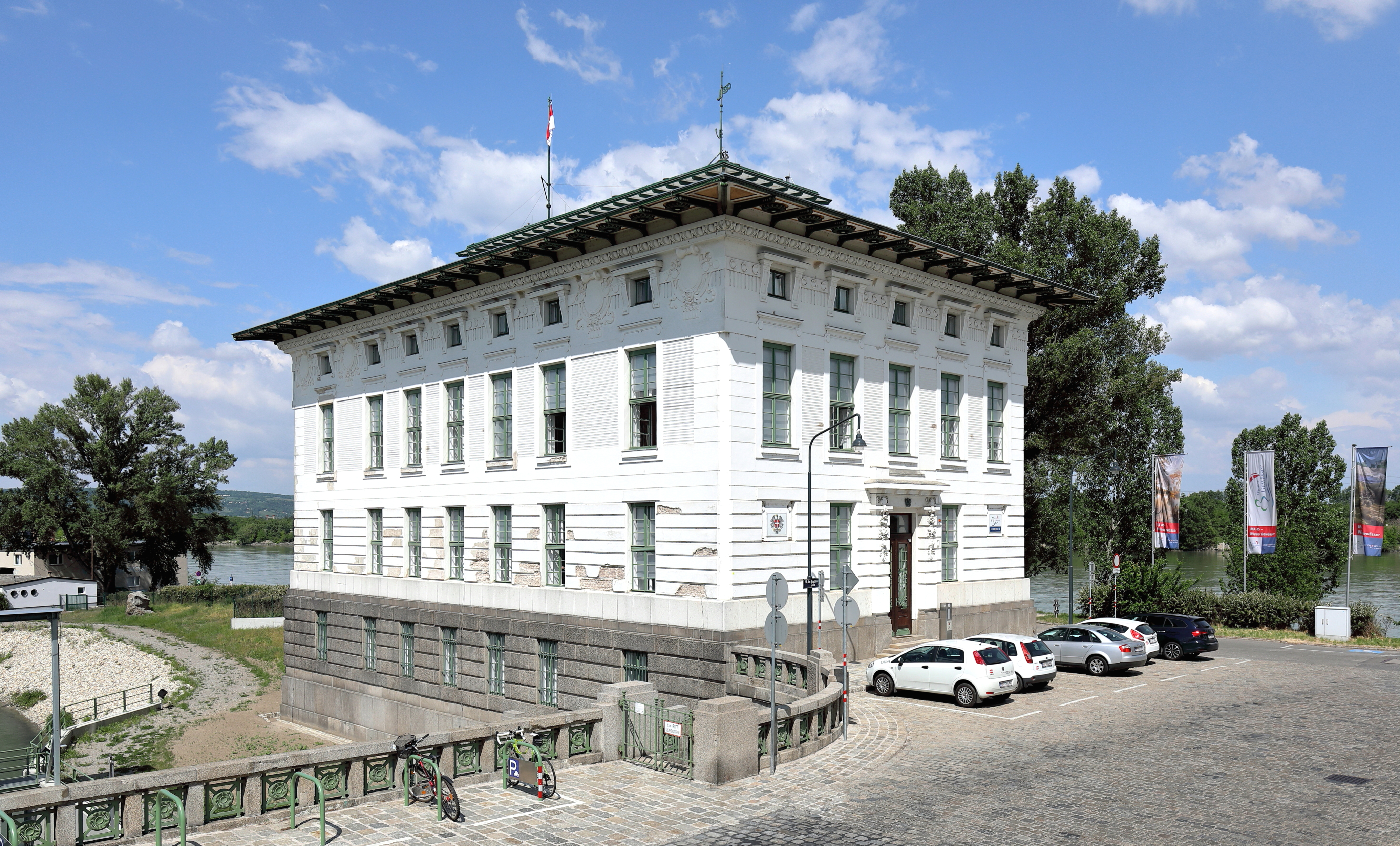
Здание администрации.
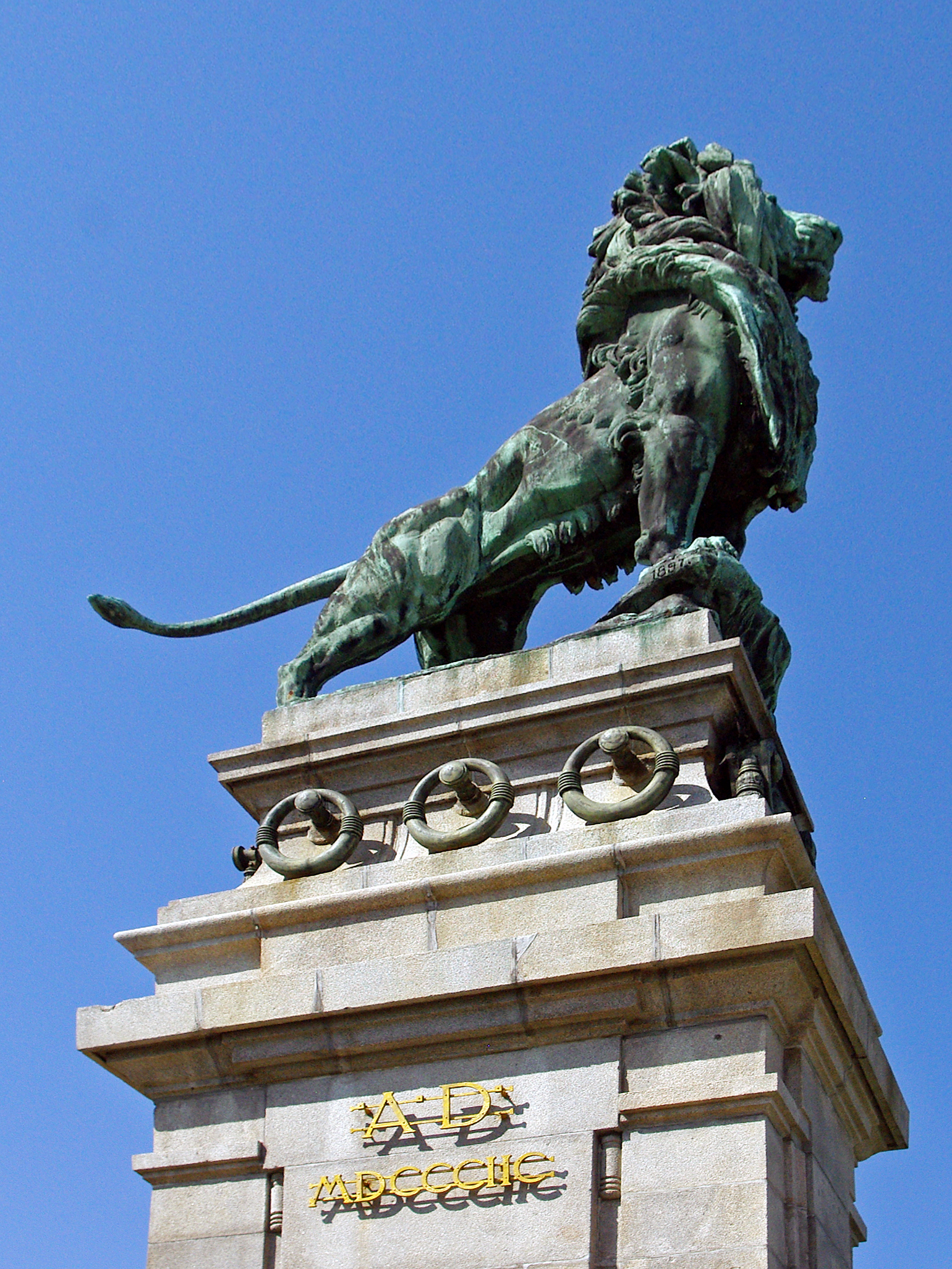
Скульптура льва Рудольфа Вайра на мосту Отто Вагнера
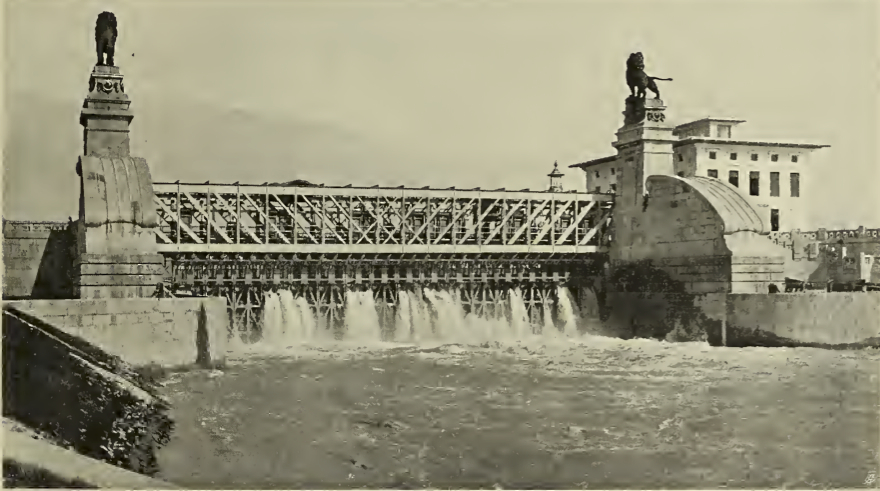
Спуск воды во время наводнения 1899 года
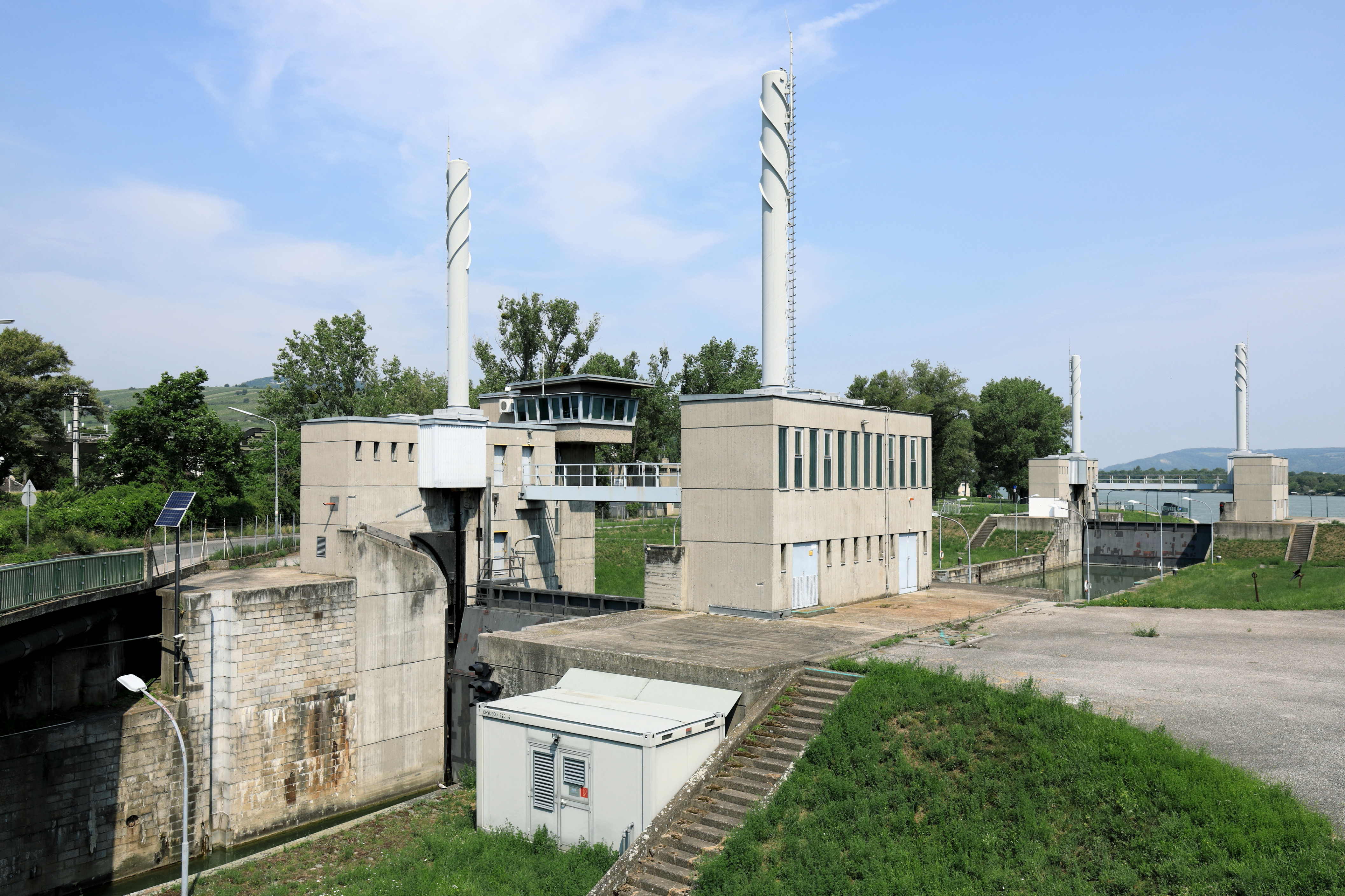
Шлюзы на Дунайском канале. 2010.

## Ссылка
- Нусдорфськая плотина Архивная копия от 22 сентября 2009 на Wayback Machine (нем.)